# Pamendanga calami
Pamendanga calami är en insektsart som först beskrevs av Melichar 1912.  Pamendanga calami ingår i släktet Pamendanga och familjen Derbidae. Inga underarter finns listade i Catalogue of Life.